# Selina Lo
Selina Lo (29 de enero de 1994) es una actriz británica. Sus papeles cinematográficos incluyen a Guan Yin en Boss Level (2020) de Joe Carnahan y The Gasp en Hellraiser (2022) de David Bruckner. En 2024 apareció  en la segunda temporada de El Señor de los Anillos: los Anillos de Poder.

## Ascendencia y primeros años
Lo es de ascendencia china. Además de actuar, a Lo le interesaban las artes marciales desde pequeña. Abandonó la afición después de una lesión de rodilla. Se formó como actriz en la Sylvia Young Theatre School y en el Liverpool Institute for Performing Arts (LIPA).

## Filmografía
| Año  | Título                                       | Role     | Notas |
| ---- | -------------------------------------------- | -------- | ----- |
| 2010 | El príncipe y yo 4: La aventura del elefante | Rayen    |       |
| 2012 | El Rey Escorpión 3: Batalla por la Redención | Tsukai   |       |
| 2016 | Time Rush                                    | Jane     |       |
| 2018 | The Debt Collector                           | Arenoso  |       |
| 2018 | Haphazard                                    | Sirena   |       |
| 2019 | Triple amenaza                               | Fei Chen |       |
| 2021 | Boss Level                                   | Guan Yin |       |
| 2022 | Winter Dream                                 | Shuyang  |       |
| 2022 | Hellraiser                                   | The Gasp | [ 6 ] |

| Año  | Título                                        | Papel      | Notas                                                                     |
| ---- | --------------------------------------------- | ---------- | ------------------------------------------------------------------------- |
| 2011 | 1st Look                                      | Ella misma | Entrevistada El Rey Escorpión 3: Batalla por la Redención                 |
| 2012 | IC Places Hollywood                           | Ella misma | Entrevistada Episodio: "From the 17th Annual Critics Choice Movie Awards" |
| 2014 | One Child                                     | Xu Lian    | Miniserie de televisión                                                   |
| 2024 | El Señor de los Anillos: los Anillos de Poder | Rían       | Temporada 2                                                               |

## Premios y nominaciones
| Año  | Otorgar                                             | Categoría              | Obra      | Resultado | Ref.  |
| ---- | --------------------------------------------------- | ---------------------- | --------- | --------- | ----- |
| 2019 | Festival Internacional de Cine de Acción NOIDENTITY | Mejor actriz de acción | Haphazard | Ganadora  | [ 8 ] |